# Calvi (Francia)
Calvi es una comuna y localidad francesa de la región de Córcega, perteneciente al departamento de Alta Córcega. Ubicada a orillas del mar Mediterráneo, es la capital del distrito de Calvi y del cantón de Calvi. Su población en el censo oficial de 1999 era de 4815 habitantes pero las estimaciones del 2022 hablan de un 5700 habitantes.

## Historia
Diversas excavaciones arqueológicas, tanto en el litoral como en el interior del territorio, han puesto de manifiesto la ocupación del territorio ya en el periodo Neolítico (entre 5000 a. C. y  2500 a. C.). Los principales yacimientos localizados son los de la playa de l'Alga, Raccu y la península de Revellata por lo que respecta al litoral; y en el interior la meseta de la Serra y Grotta Agnellu, siendo estos dos últimos los dos yacimientos de mayor importancia para la Prehistoria de Calvi.
Calvi, como toda la isla de Córcega, estuvo bajo dominio cartaginés, quedando incorporada a la República romana en el siglo III a. C..  La imposición de la pax romana en el Mediterráneo supuso el despegue económico de la zona de Calvi, en razón de su ubicación en una ruta marítima comercial. La bahía de Calvi, que servía como puerto de abrigo comercial, se convirtió igualmente en una base militar para la marina de guerra del Imperio romano. La ciudad romana contaba con 14 centurias a efectos militares, pero su población fue en aumento a lo largo del periodo.

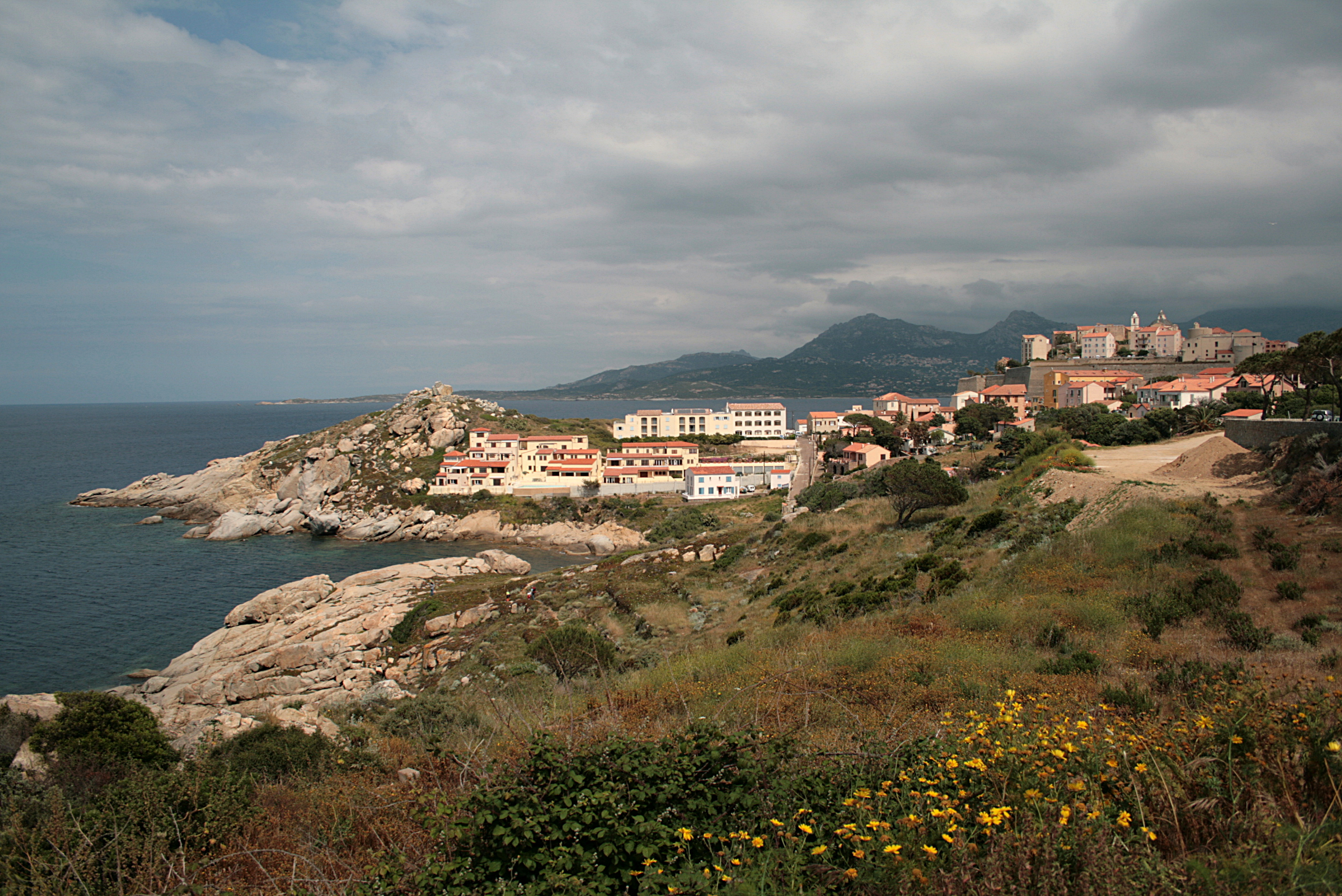
Vista de la bahía, Punta San Francesco y los barrios de la ciudadela de Calvi.

Ya en el siglo II, el geógrafo Claudio Ptolomeo cita a Calvi, afirmando que es el puerto más célebre de la isla.
En 1794, durante un ataque a la ciudad, el almirante británico Horatio Nelson recibió un disparo en la cara, lo que le costó la pérdida de la visión del ojo derecho.
Desde 1967, la ciudad de Calvi es la sede del 2º Regimiento Extranjero de Paracaidistas, una unidad de la Legión extranjera francesa que forma parte de la 11.ª Brigada Paracaidista.

## Idioma
En Calvi se habla una variante dialectal del corso, de la familia de las lenguas italorromances, como el italiano. En razón de los lazos históricos con Génova, tiene influencias del ligur, si bien menores que en otros lugares de la isla.

## Economía
La economía de Calvi se basa esencialmente en el sector terciario, más concretamente en el turismo estival. El aeropuerto internacional de Calvi/Sainte-Catherine, gestionado por la Cámara de Comercio e Industria de Bastia y Alta Córcega, y el puerto de Xavier Colonna canalizan un abundante flujo turístico hacia la ciudad.
Igualmente, existe una industria de embotellado de agua mineral, la fábrica de Zilia.

## Administración
| Legislatura | Nombre       | Grupo |  |
| ----------- | ------------ | ----- |  |
|             |              |       |  |
| 2001-2005   | Ange Santini | UMP   |  |
| 2005-       |              |       |  |

## Demografía
| 2258 | 2767 | 3530 | 3579 | 4815 | 5177 |
| Para los censos de 1962 a 1999 la población legal corresponde a la población sin duplicidades (Fuente: INSEE [Consultar]) |      |      |      |      |      |

## Patrimonio cultural
- Ciudadela de Calvi. Erigida durante el periodo de dominio genovés sobre la isla, es actualmente el símbolo de la ciudad. Desde sus murallas se goza de una magnífica vista hacia la bahía de Calvi.
- L'Oratoire Saint-Antoine. Aunque la Cofradía de San Antonio Abad de Calvi se fundó a mediados del siglo XVI, el oratorio o capilla, por su parte, data de principios del siglo XVI. Contiene tres frescos de los años 1510, un crucifijo de finales del siglo XVII y una estatua sedente de San Antonio Abad del siglo XV.
- Notre-Dame de la Serra. Se trata de una capilla edificada en un punto culminante de la ciudad, consagrada a la virgen de la Serra, patrona de la ciudad.